# Castell de Perapertusa
El castell de Perapertusa (en francès: château de Peyrepertuse) és un castell càtar que va ser construït abans del segle xi. Situat al municipi de Dulhac, comarca del Perapertusès, departament de l'Aude, regió Llenguadoc-Rosselló a les Corberes.

## Geografia

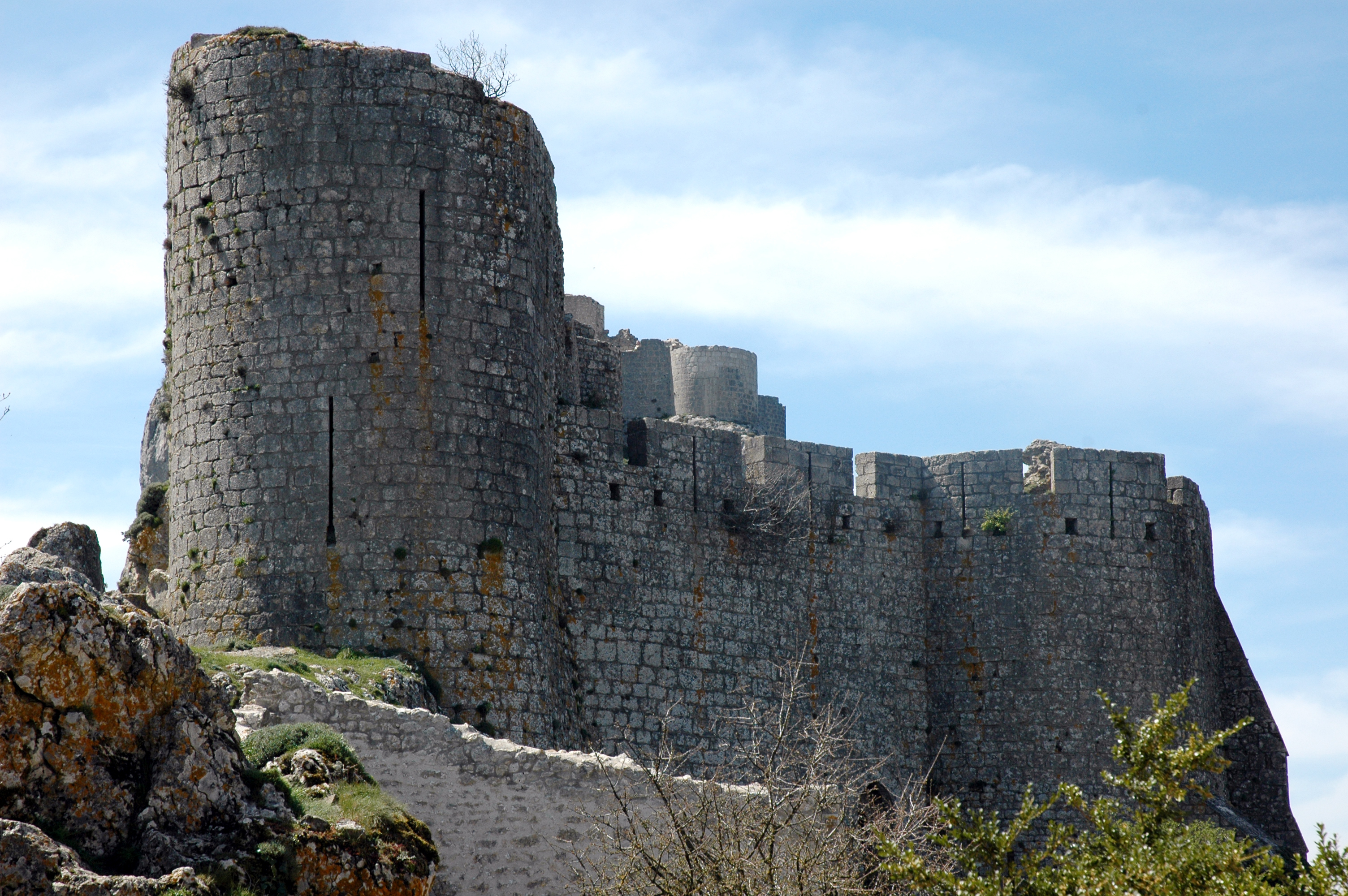
Torre de l'homenatge

Es troba sobre una cresta rocosa dalt d'un turó d'uns 400 m de llargada, amb parets verticals de fins a 80 m que separa Dulhac del poble de Rofiac. Posició estratègica que permet alhora veure de lluny les diferents valls que l'envolta, controlar els colls o comunicar senyals al castell de Querbús una mica més al sud.
La vista del castell des de Dulhac (al sud) és impressionant gràcies al penya-segat sobre el qual el castell està construït. L'entrada principal es troba del costat nord, però en l'època dels càtars un passatge secret permetia després d'un camí estret darrere un gruixut esperó rocós d'entrar al castell per una escala mòbil. Avui el passatge secret és tancat, però el camí hi roman i es pot acabar l'ascensió per una via d'escalada.

## Arquitectura

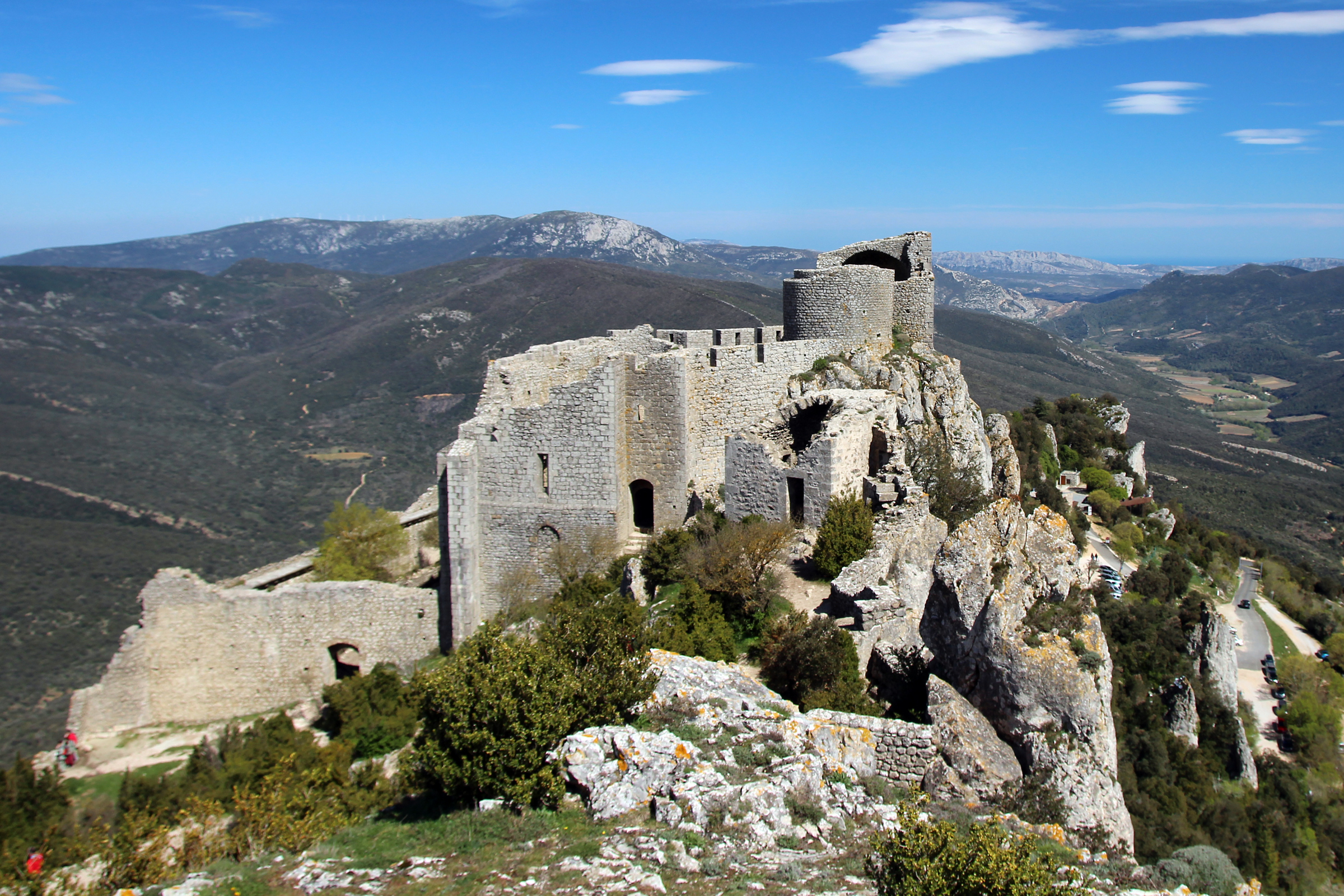
El recinte baix de Perapertusa des de Sant Jordi

El monument es compon de tres parts:
- El recinte baix és el castell primitiu que es bastí a l'extrem est. De forma triangular està rodejat d'una muralla de 120 m de longitud flanquejada al cantó nord per dues torres semicirculars. Ha conservat el seu camí de ronda fet de lloses amples col·locades sobre permòdols. Acabat en un agut esperó o torre triangular al mur nord. El cantó sud està defensat naturalment pel penya-segat. A l'angle nord-est es troba la porta d'entrada. La torrassa vella es compon de l'església de Santa Maria i un habitatge. L'església és un edifici romànic amb absis. Dividida en dos per una paret tardana, la nau estava coberta per una volta de canó agut. L'habitatge de dues habitacions també de cobert de volta i sobreposades, el remata una torre semicircular. Quatre cisternes alimentaven el castell, una a l'església, una altra a l'habitatge i les altres dues a Sant Jordi.
- El recinte mitjà és un segon cos murat molt ampli que està construït en una esplanada inclinada cap al nord. Queden visibles ruïnes dels edificis com les d'una important construcció poligonal, les parets de les quals eren defensades per espitlleres.
- El castell de Sant Jordi al qual s'hi arriba per l'escala anomenada de Sant Lluís, tallada al vessant nord del penyal. Entre les habitacions de la torrassa hi ha la capella de Sant Jordi amb nau única i absis semicircular enrasat. Des d'aquest punt es veu el castell veí de Querbús i més enllà la torre del Far de Tautavel i Força Reial al Rosselló.

## Història
L'indret ja havia estat ocupat en l'època romana des de començaments del segle i aC.
Ja a l'edat mitjana, el lloc fou conquerit pel comte de Besalú, Oliba Cabreta, que hi edificà un primer castell cap al 980. El 1070, es menciona el castell en català com a Perapertusès.
Més tard sota el domini dels comtes de Barcelona el castell esdevingué feu del vescomtat de Narbona (1111), que el reedificaren i feren consagrar l'església (1115). En l'època de la croada albigesa, fou feu de Guillem de Perapertusa, excomunicat el 1224 després del fracàs del setge de Carcassona.
El 1240 el castell passà al rei de França Sant Lluís que dos anys més tard feu construir l'escala que avui dia porta el seu nom i una torrassa que edificà al punt més alt i que anomenà Sant Jordi. Mentre, els antics senyors de Perapertusa es retiraven al Rosselló.
Amb el tractat de Corbeil (1258), Perapertusa és una de les fortaleses més avançades a la frontera del regne d'Aragó. Durant la guerra entre Felip l'Ardit i els catalans, el 1285, el castell serà la residència forçada de nobles de Perpinyà. El 1355 torna a ser un castell defensiu i el 1367 Carles V, rei de França, permet a Enric de Trastàmara, pretenent a la corona de Castella, que s'hi refugiï després de la derrota de la batalla de Nàjera.
L'any 1542, Jean de Graves, sobirà de Serinyà, s'apodera del castell en nom de la reforma, però és apressat i executat junt amb quatre còmplices. A partir de la desclassificació com a plaça fronterera del tractat dels Pirineus (1659), el castell ja no té cap rellevància estratègica.

## Actualment
Abandonat a principis de la Revolució, és venut com a Béns Nacionals el 1820, i només el 1950 comencen les primeres campanyes de consolidació del monument.
A les seves ruïnes s'hi arriba per una carretera que acaba just sota el penya-segat en un aparcament, els visitants poden llavors utilitzar un camí (aproximadament un quart d'hora) per fer el tomb al castell per l'est i accedir per l'entrada principal al costat nord. Encara que el castell és en ruïnes, el fet que conserva la major part dels murs, certes peces són encara ben conservades (sobretot la capella fortificada a la part baixa del castell) i la vista fan que valgui la pena de pujar-hi. Si hi ha risc de tempesta no s'aconsella, pels llamps i les relliscades.
| Lastors Ciutadella de Carcassona Puillorenç Montsegur Puivert Arcas Tèrme Vilaroja- Termenès Perapertusa Querbús Aguilar Tolosa Carcassona Foix Minerve Narbona cap a Montpeller cap a Perpinyà Mediterrània |